# Reacción ácido-base
Una reacción ácido-base, también denominada reacción de neutralización es una reacción química que ocurre entre un ácido, por ejemplo el ácido clorhídrico y una base, el hidróxido de sodio. Como resultado de esta reacción, se produce una tercera sustancia química que recibe el nombre de sal y cuyas propiedades  son diferentes a las propiedades del ácido y de la base que la generaron.
La palabra "sal" describe cualquier compuesto iónico cuyo catión provenga de una base (Na+ del NaOH) y cuyo anión provenga de un ácido (Cl- del HCl). Las reacciones de neutralización son generalmente exotérmicas, lo que significa que desprenden energía en forma de calor. Se les suele llamar de neutralización porque al reaccionar un ácido con una base, estos neutralizan sus propiedades mutuamente.
Existen varios conceptos que proporcionan definiciones alternativas para los mecanismos de reacción involucrados en estas reacciones, y su aplicación en problemas en disolución relacionados con ellas. La palabra neutralización se puede interpretar como aniquilación o como eliminación, lo cual no está muy lejano a la realidad. Cuando un ácido se mezcla con una base ambas especies reaccionan en diferentes grados que dependen en gran medida de las concentraciones y volúmenes del ácido y la base a modo ilustrativo se puede considerar la reacción de un ácido fuerte que se mezcla con una base débil, esta última será neutralizada completamente, mientras que permanecerá en disolución una porción del ácido fuerte, dependiendo de las moles que reaccionaron con la base. Pueden considerarse tres alternativas adicionales que surgen de la mezcla de un ácido con una base:
1. Se mezcla un ácido fuerte con una base fuerte: Cuando esto sucede, la especie que quedará en disolución será la que esté en mayor cantidad respecto de la otra.
2. Se mezcla un ácido débil con una base fuerte: La disolución será básica, ya que será la base la que permanezca en la reacción.
3. Se mezcla un ácido débil con una base débil: Si esto sucede, la acidez de una disolución dependerá de la constante de acidez del ácido débil y de las concentraciones tanto de la base como del ácido.

A pesar de las diferencias en las definiciones, su importancia se pone de manifiesto en los diferentes métodos de análisis, cuando se aplica a reacciones ácido-base de especies gaseosas o líquidas, o cuando el carácter ácido o básico puede ser algo menos evidente. El primero de estos conceptos científicos de ácidos y bases fue proporcionado por el padre de la química, el francés Antoine Lavoisier, alrededor de 1776.

## Teorías ácido base

### Definición de Lavoisier
Dado que el conocimiento de Lavoisier de los ácidos fuertes estaba restringido principalmente a los oxácidos, que tienden a contener átomos centrales en un alto estado de oxidación rodeados de átomos de oxígeno, tales como el HNO3 y el H2SO4, y puesto que no era consciente de la verdadera composición de los ácidos hidrácidos (HF, HCl, HBr, HI y otros), definió los ácidos en términos del “oxígeno” contenido, que él llamó de esta forma a partir de las palabras griegas que significan "formador de ácido" (del griego οξυς (oxys) que significa "ácido" o "sostenido" y γεινομαι (geinomai) que significa "engendrar").
La definición de Lavoisier se celebró como una verdad absoluta durante más de 30 años, hasta el artículo de 1810 y posteriores conferencias a cargo de Sir Humphry Davy en las que demostró la carencia de oxígeno en el H2S, H2Te y los hidrácidos.

### Definición de Liebig
Esta definición fue propuesta por Liebig, aproximadamente en 1838, sobre la base de su extensa obra acerca de la composición química de los ácidos orgánicos. Esto acabó con la distinción doctrinal entre ácidos basados en el oxígeno y ácidos basados en hidrógeno, iniciada por Davy. Según Liebig, un ácido es una sustancia que contiene hidrógeno que puede ser reemplazado por un metal. La definición de Liebig, incluso siendo completamente empírica, se mantuvo en uso durante casi 50 años, hasta la adopción de la definición de Arrhenius.

### Definición de Arrhenius
La definición de Arrhenius de las reacciones ácido-base es un concepto ácido-base más simplificado, desarrollado por el químico sueco Svante Arrhenius, que fue utilizado para proporcionar una definición más moderna de las bases que siguió a su trabajo con Friedrich Wilhelm Ostwald en el que establecían la presencia de iones en disolución acuosa en 1884, y que llevó a Arrhenius a recibir el Premio Nobel de Química en 1903 como "reconocimiento de sus extraordinarios servicios... prestados al avance de la química por su teoría de la disociación electrolítica".

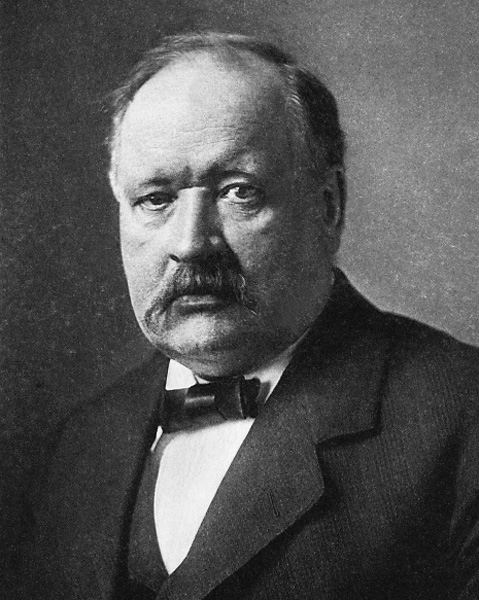
Svante Arrhenius.

Tal como se definió en el momento del descubrimiento, las reacciones ácido-base se caracterizan por los ácidos de Arrhenius, que se disocian en disolución acuosa formando cationes hidrógeno (H+), reconocidos posteriormente como ion hidronio (H3O+), y las bases de Arrhenius, que forman aniones hidroxilo (OH−). Más recientemente, las recomendaciones de la IUPAC han sugerido el término de "oxonio", en lugar del más antiguo y también aceptado de "hidronio" para ilustrar los mecanismos de reacción ‒como los de las definiciones de Brønsted-Lowry y sistemas solventes‒ más claramente que con la definición de Arrhenius, que actúa como un simple esquema general del carácter ácido-base. La definición de Arrhenius se puede resumir como "los ácidos de Arrhenius, en disolución acuosa, forman cationes hidrógeno, mientras que las bases de Arrhenius forman aniones hidroxilo".
La tradicional definición acuosa de ácido-base del concepto de Arrhenius se describe como la formación de agua a partir de iones hidrógeno e hidroxilo, o bien como la formación de iones hidrógeno e hidroxilo procedentes de la disociación de un ácido y una base en disolución acuosa:
{\displaystyle {\ce {H+(aq) + OH^{-}(aq) <=> H2O}}}
En la actualidad, el uso de H+ se considera como una abreviatura o como alternativa a H3O+ y por comodidad al escribir las reacciones, ya que el protón aislado H+ no puede existir como especie libre en disolución acuosa, ya que debido a la concentración de carga en el núcleo, se encontraría solvatado con el disolvente.
{\displaystyle {\ce {H+ + H2O <=> H3O+}}}
Esto conduce a la definición de que, en las reacciones ácido-base de Arrhenius, se forma una sal y agua a partir de la reacción entre un ácido y una base. En otras palabras, es una reacción de neutralización.
{\displaystyle {\ce {{\acute {A}}cido\ +Base<=>Sal\ +agua}}}
Por ejemplo, dos moles de la base hidróxido de sodio (NaOH) pueden combinarse con un mol de ácido sulfúrico (H2SO4) para formar dos moles de agua y un mol de sulfato de sodio.
{\displaystyle {\ce {2NaOH + H2SO4 -> Na2SO4 + 2H2O}}}

### Definición de Bronsted-Lowry
La definición de Brønsted-Lowry, formulada independientemente por sus dos autores Johannes Nicolaus Brønsted y Thomas Martin Lowry en 1923, se basa en la idea de la protonación de las bases a través de la desprotonación de los ácidos, es decir, la capacidad de los ácidos de "donar" cationes hidrógeno (H+) a las bases, quienes a su vez, los "aceptan". A diferencia de la definición de Arrhenius, la definición de Brønsted-Lowry no se refiere a la formación de sal y agua, sino a la formación de ácidos conjugados y bases conjugadas, producidas por la transferencia de un protón del ácido a la base.

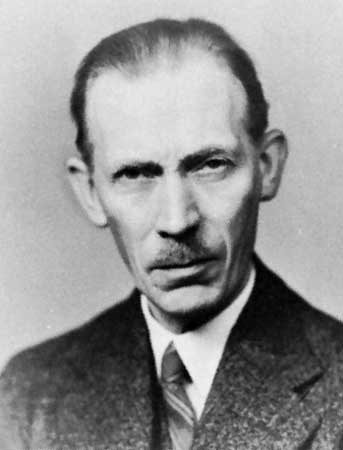
Johannes Brønsted

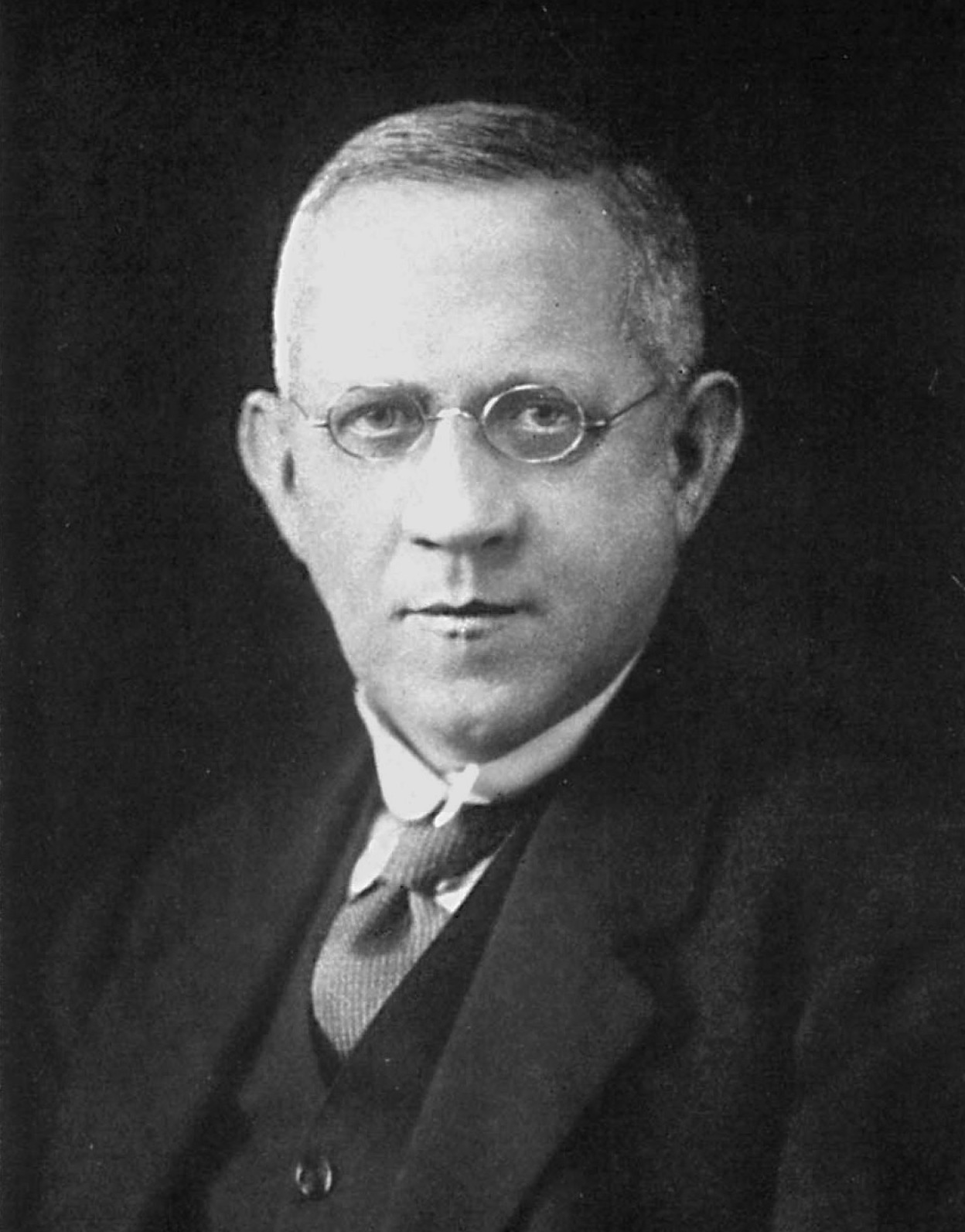
Thomas Martin Lowry

En esta definición, un "ácido es un compuesto que puede donar un protón, y una base es un compuesto que puede recibir un protón". En consecuencia, una reacción ácido-base es la eliminación de un catión hidrógeno del ácido y su adición a la base. Esto no se refiere a la eliminación de un protón del núcleo de un átomo, lo que requeriría niveles de energía no alcanzables a través de la simple disociación de los ácidos, sino a la eliminación de un catión hidrógeno (H+).
La eliminación de un protón (catión hidrógeno) de un ácido produce su base conjugada, que es el ácido con un catión hidrógeno eliminado, y la recepción de un protón por una base produce su ácido conjugado, que es la base con un catión hidrógeno añadido.
Por ejemplo, la eliminación de H+ del ácido clorhídrico (HCl) produce el anión cloruro (Cl−), base conjugada del ácido::
{\displaystyle {\ce {HCl -> Cl- + H+}}}
La adición de H+ al anión hidróxido (OH−), una base, produce agua (H2O), su ácido conjugado:
{\displaystyle {\ce {H+ + OH- -> H2O}}}
Así, la definición de Brønsted-Lowry abarca la definición de Arrhenius, pero también extiende el concepto de reacciones ácido-base a sistemas en los que no hay agua involucrada, tales como la protonación del amoníaco, una base, para formar el catión amonio, su ácido conjugado:
{\displaystyle {\ce {H+ + NH3 -> NH4+}}}
Esta reacción puede ocurrir en ausencia de agua, como en la reacción del amoníaco con el ácido acético, para dar acetato amónico:
{\displaystyle {\ce {CH3COOH + NH3 -> NH4CH3COO}}}
Esta definición también proporciona un marco teórico para explicar la disociación espontánea del agua en bajas concentraciones de iones hidronio e hidróxido (autoprotólisis del agua):
{\displaystyle {\ce {2H2O <=> OH- + H3O+}}}
El agua, al ser anfótera, puede actuar como un ácido y como una base; aquí, una molécula de agua actúa como un ácido, donando un catión H+ y formando la base conjugada, OH−, y una segunda molécula de agua actúa como una base, aceptando el catión H+ y formando el ácido conjugado, H3O+.
Entonces, la fórmula general para las reacciones ácido-base, de acuerdo con la definición de Brønsted-Lowry, es:
{\displaystyle {\ce {HA + B <=> HB+ + A-}}}
donde HA representa el ácido, B representa la base, y HB+ representa el ácido conjugado de B, y A− representa la base conjugada de HA.

### Definición de Lewis
La definición de Lewis de las reacciones ácido-base, propuesta por Gilbert N. Lewis en 1923 es además, una generalización que comprende la definición de Brønsted-Lowry y las definiciones de sistema solvente. En lugar de definir las reacciones ácido-base en términos de protones o de otras sustancias enlazadas, la propuesta de Lewis define una base (llamada base de Lewis) como un compuesto que puede donar un par electrónico, y un ácido (un ácido de Lewis) como un compuesto que puede recibir dicho par electrónico.
Por ejemplo, si consideramos la clásica reacción acuosa ácido-base:
{\displaystyle {\ce {HCl(aq) + NaOH(aq) <=> H2O(l) + NaCl(aq)}}}
La definición de Lewis no considera esta reacción como la formación de una sal y agua o la transferencia de H+ del HCl al OH−. En su lugar, considera como ácido al propio catión H+ , que tiene el orbital de enlace vacío y como base al anión OH−, que tiene un par electrónico no compartido. En consecuencia, aquí la reacción ácido-base, de acuerdo con la definición de Lewis, es la donación del par electrónico del anión OH− al catión H+, formándose un enlace covalente coordinado o dativo entre H+ y OH−, que produce agua, H2O.
Al tratar las reacciones ácido-base en términos de pares de electrones en vez de sustancias específicas, la definición de Lewis se puede aplicar a reacciones que no entran dentro de ninguna de las otras definiciones de reacciones ácido-base. Por ejemplo, un catión plata se comporta como un ácido con respecto al amoníaco, que se comporta como una base, en la siguiente reacción:
{\displaystyle {\ce {Ag+ + 2:NH3 <=> [H3N:Ag:NH3]+}}}
El resultado de esta reacción es la formación de un aducto de amoníaco-plata (ion complejo diamino-plata(I)).
En reacciones entre ácidos de Lewis y bases de Lewis, se produce la formación de un aducto cuando el orbital molecular ocupado más alto (HOMO) de una molécula, tal como el NH3, con pares de electrones disponibles en orbitales atómicos no-enlazantes, dona un par de electrones al orbital molecular más bajo no ocupado (LUMO) de una molécula deficiente en electrones, a través de un enlace covalente coordinado. En tal reacción, la molécula interactuante HOMO actúa como una base, y la molécula interactuante LUMO actúa como un ácido. En moléculas altamente polares, como el trifluoruro de boro (BF3), el elemento más electronegativo atrae los electrones hacia sus propios orbitales, proporcionando una cierta carga positiva sobre el elemento menos electronegativo y una diferencia en su estructura electrónica debido a las posiciones de sus electrones en orbitales axiales o ecuatoriales, produciendo efectos repulsivos de las interacciones "par solitario-par enlazante" entre los átomos enlazados en exceso con aquellos provistos de interacciones par enlazante-par enlazante. Los aductos que involucran iones metálicos se conocen como compuestos de coordinación.

### Definición de sistema disolvente
Esta definición se basa en una generalización de la definición anterior de Arrhenius a todos los disolventes autodisociables. En todos estos disolventes, hay una cierta concentración de especies positivas, cationes solvonio, y especies negativas, aniones solvato, en equilibrio con las moléculas neutras del disolvente. Por ejemplo, el agua y el amoníaco se disocian en iones oxonio e hidróxido, y amonio y amiduro, respectivamente:
{\displaystyle {\ce {2H2O <=> H3O+ + OH-}}}
{\displaystyle {\ce {2NH3 <=> NH4+ + NH2-}}}
Algunos sistemas apróticos también sufren estas disociaciones, tales como el tetraóxido de dinitrógeno en nitrosonio y nitrato, y el tricloruro de antimonio, en dicloroantimonio y tetracloroantimoniato:
{\displaystyle {\ce {N2O4 <=> NO+ + NO3-}}}
{\displaystyle {\ce {2SbCl3 <=> SbCl2+ + SbCl4-}}}
Un soluto que ocasiona un aumento en la concentración de los cationes solvonio y una disminución en los aniones solvato es un ácido, y uno que hace lo inverso es una base. En consecuencia, en amoníaco líquido, el KNH2 (que suministra NH2-) es una base fuerte, y el NH4NO3 (que suministra NH4+) es un ácido fuerte. En dióxido de azufre líquido, los compuestos de tionilo (que suministran SO2+) se comportan como ácidos, y los de sulfitos (que suministran SO32−) se comportan como bases.
Las reacciones ácido-base no acuosas en amoníaco líquido son similares a las reacciones en agua:
{\displaystyle {\ce {2NaNH2 (base) + Zn(NH2) (amida-anfifidica) <=> Na2[Zn(NH2)4]}}}
{\displaystyle {\ce {2NH4I({\acute {a}}cido)+Zn(NH2)(amida-anfifidica)<=>[Zn(NH3)4]I2}}}
El ácido nítrico puede ser una base en ácido sulfúrico:
{\displaystyle {\ce {HNO3 (base) + 2H2SO4 <=> NO2+ + H3O+ + 2HSO4-}}}
Lo que distingue a esta definición se muestra en la descripción de las reacciones en disolventes apróticos, por ejemplo, N2O4:
{\displaystyle {\ce {AgNO3(base)+NOCl({\acute {a}}cido)<=>N2O4+AgCl}}}
Puesto que la definición de sistema disolvente depende tanto del disolvente, como del compuesto mismo, una misma sustancia puede cambiar su comportamiento dependiendo en la elección del disolvente. Así, el HClO4 es un ácido fuerte en agua, un ácido débil en ácido acético, y una base débil en ácido fluorosulfónico.

## Otras teorías ácido-base

### Definición de Usanovich
La definición más general es la del químico ruso Mikhail Usanovich, y puede ser resumida como que un ácido es cualquier especie química que acepta especies negativas o dona especies positivas, y una base lo inverso. Esto tiende a solaparse con el concepto de reacción redox (oxidación-reducción), por lo que no goza del favor de los químicos. Esto se debe a que las reacciones redox se enfocan mejor como procesos físicos de transferencia electrónica, en lugar de procesos de formación y ruptura de enlaces, aunque la distinción entre estos dos procesos es difusa.

### Definición de Lux-Flood
Esta definición, propuesta por el químico alemán Hermann Lux en 1939, mejorada posteriormente por Håkon Flood alrededor de 1947 y ahora usada comúnmente en geoquímica y electroquímica modernas de sales fundidas, describe a un ácido como un aceptor de aniones óxido, y una base como un donante de aniones óxido. Por ejemplo:
{\displaystyle {\ce {MgO(base)\ +CO2({\acute {a}}cido)<=>MgCO3}}}
{\displaystyle {\ce {CaO(base)+SiO2({\acute {a}}cido)<=>CaSiO3}}}
{\displaystyle {\ce {NO3^{-}(base)\ +S2O7^{2-}({\acute {a}}cido)<=>NO2+\ +2SO4^{2}-}}}

### Definición de Pearson
En 1963 Ralph Pearson propuso un concepto cualitativo avanzado conocido como teoría ácido-base duro-blando desarrollada posteriormente de forma cuantitativa con ayuda de Robert Parr en 1984. 'Duro' se aplica a especies que son pequeñas, tienen elevados estados de oxidación, y son débilmente polarizables. 'Blando' se aplica a especies que son grandes, tienen bajos estados de oxidación, y son fuertemente polarizables. Los ácidos y las bases interactúan, y las interacciones más estables son las duro-duro y blando-blando. Esta teoría ha encontrado uso en química orgánica e inorgánica.

## Importancia de las reacciones de neutralización como técnicas de análisis
Este tipo de reacciones son especialmente útiles como técnicas de análisis cuantitativo en análisis volumétrico y se conocen como valoraciones ácido-base. En este caso se puede usar una disolución indicadora para conocer el punto en el que se ha alcanzado la neutralización completa. Algunos indicadores son la fenolftaleína (si las sustancias reaccionantes son ácido clorhídrico e hidróxido de sodio), azul de safranina, el azul de metileno, etc. Existen también métodos electroquímicos para lograr este propósito como el uso de un pH-metro o la conductimetría.
- Reacción de neutralización entre una base fuerte y un ácido débil. El anión del ácido sufre una hidrólisis produciéndose aniones hidróxido, por lo que el pH es > 7.

- Reacción de neutralización entre una base débil y un ácido fuerte. El catión de la base sufre una hidrólisis produciéndose cationes hidronio, por lo que el pH es < 7.

- Reacción de neutralización entre una base débil y un ácido débil. El anión del ácido sufre una hidrólisis al igual que el catión de la base, por lo que el pH es < 7 si es más débil la base y es >7 si es más débil el ácido.

La elección del indicador adecuado para determinar el punto de equivalencia dependerá del pH final, que tiene que estar dentro del intervalo en el que el indicador sufre el cambio de color.
Ejemplos:
Hidróxido de sodio con ácido carbónico que forma carbonato de sodio y agua:
- {\displaystyle 2NaOH\ +\ H_{2}CO_{3}\ \rightarrow \ Na_{2}CO_{3}\ +\ 2H_{2}O}

Ácido nítrico con hidróxido de aluminio que forma nitrato de aluminio y agua:
- {\displaystyle 3HNO_{3}\ +\ Al(OH)_{3}\ \rightarrow \ Al(NO_{3})_{3}\ +\ 3H_{2}O}

## Práctica de la neutralización

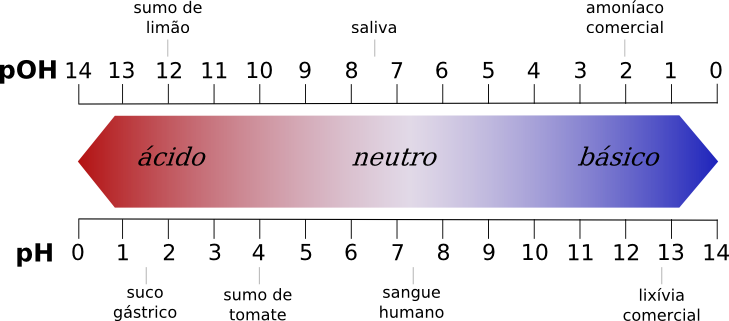
Escala de pH (y pOH), en portugués.

En un matraz Erlenmeyer ponemos una disolución de ácido clorhídrico y añadimos unas gotas del indicador fenolftaleína. La fenolftaleína es un indicador que en medio ácido es incoloro, mientras que en medio básico adquiere un color rosa, cambiando de color entre pH 8 y 9,8. En principio la disolución es ácida e incolora.
Ahora colocamos en una bureta una disolución de hidróxido de sodio y abrimos el robinete poco a poco. A medida que cae hidróxido de sodio, este va reaccionando con el ácido clorhídrico para formar cloruro de sodio y agua, con lo que la concentración del ácido disminuye y el pH aumenta. Durante este procedimiento se debe agitar continuamente el Erlenmeyer de forma manual o mecánica, de lo contrario, no se va a encontrar con exactitud el punto donde vira el indicador, al no estar el mismo distribuido de manera homogénea en la solución. Finalmente, cuando se ha consumido todo el ácido, la siguiente gota de base que se añade vuelve a la disolución básica, y el indicador cambia al color rosa. En ese momento sabemos que todo el ácido ha sido neutralizado.
Cabe aclarar que este tipo de titulaciones se puede hacer con un ácido para titular una base o a la inversa, una base para titular un ácido, como en el ejemplo explicado anteriormente.
Las neutralizaciones ácido-base se producen "equivalente a equivalente", es decir, un equivalente de ácido es completamente neutralizado por un equivalente de base.
En general, la masa de un equivalente gramo se determina teniendo en cuenta el tipo de sustancia. Por ejemplo no es lo mismo el cálculo para un ácido que para una sal. Además hay que tener en cuenta el tipo de reacción, ya que pudiera ser que la misma sustancia actuando en reacciones diferentes tuviese masas equivalentes distintas.
La masa de un equivalente gramo de un ácido determinado es igual a la masa molar de ese ácido dividida entre el número de hidrógenos disociables del ácido. Como los ácidos polipróticos se disocian por etapas pudiera ser que el mismo ácido tuviera una masa de su equivalente gramo distinta dependiendo del número de hidrógenos disociados en la reacción del ácido con la base.
La masa de un equivalente gramo de un hidróxido, que suele ser el tipo de base más corriente, se determina dividiendo la masa molar del hidróxido entre el número de grupos OH– del hidróxido. 
Cuando se calcula la normalidad de una solución, se multiplica la MOLARIDAD (mol/litro) de la misma por el número de equivalentes de cationes hidrógeno (H+) o de aniones oxidrilos (OH-) en un mol de soluto. La ecuación sería: N [equivalentes/litro]= M [mol/litro] . n.º [equivalentes/mol]
La fórmula que permite calcular el volumen necesario para neutralizar un ácido a partir de una base viene dada por la expresión: Na · Va= Nb · Vb, siendo Na y Va la normalidad y el volumen del ácido y, como es esperable, Nb y Vb la normalidad y el volumen de la base, respectivamente.
Si se conocen tres de los datos anteriores se puede determinar el cuarto. Por tanto si se prepara una disolución de concentración conocida de la base y se añade cierto volumen conocido de esta a un erlenmeyer, se podría determinar la normalidad del ácido determinando en una valoración el volumen gastado de este para neutralizar completamente la base anterior.
Para aumentar la fiabilidad del valor de normalidad obtenido se repite la valoración varias veces. El valor de la normalidad sería la media de las valoraciones obtenidas con una incertidumbre dada por el error absoluto (diferencia entre el valor medido y el valor tomado como exacto) cometido en la toma de medidas.
Caso de llevar a cabo una valoración de un ácido menos fuerte que el ácido clorhídrico habría que elegir el indicador adecuado. Para ello habría que saber previamente la sal que se formaría en la valoración para así estimar el pH de la hidrólisis de la sal formada en la neutralización y usar el indicador cuya zona de viraje (rango de pH en el que se produce el cambio entre los dos colores y es característico de cada indicador) mejor se adapte a ese pH.